# USS Katahdin (1893)

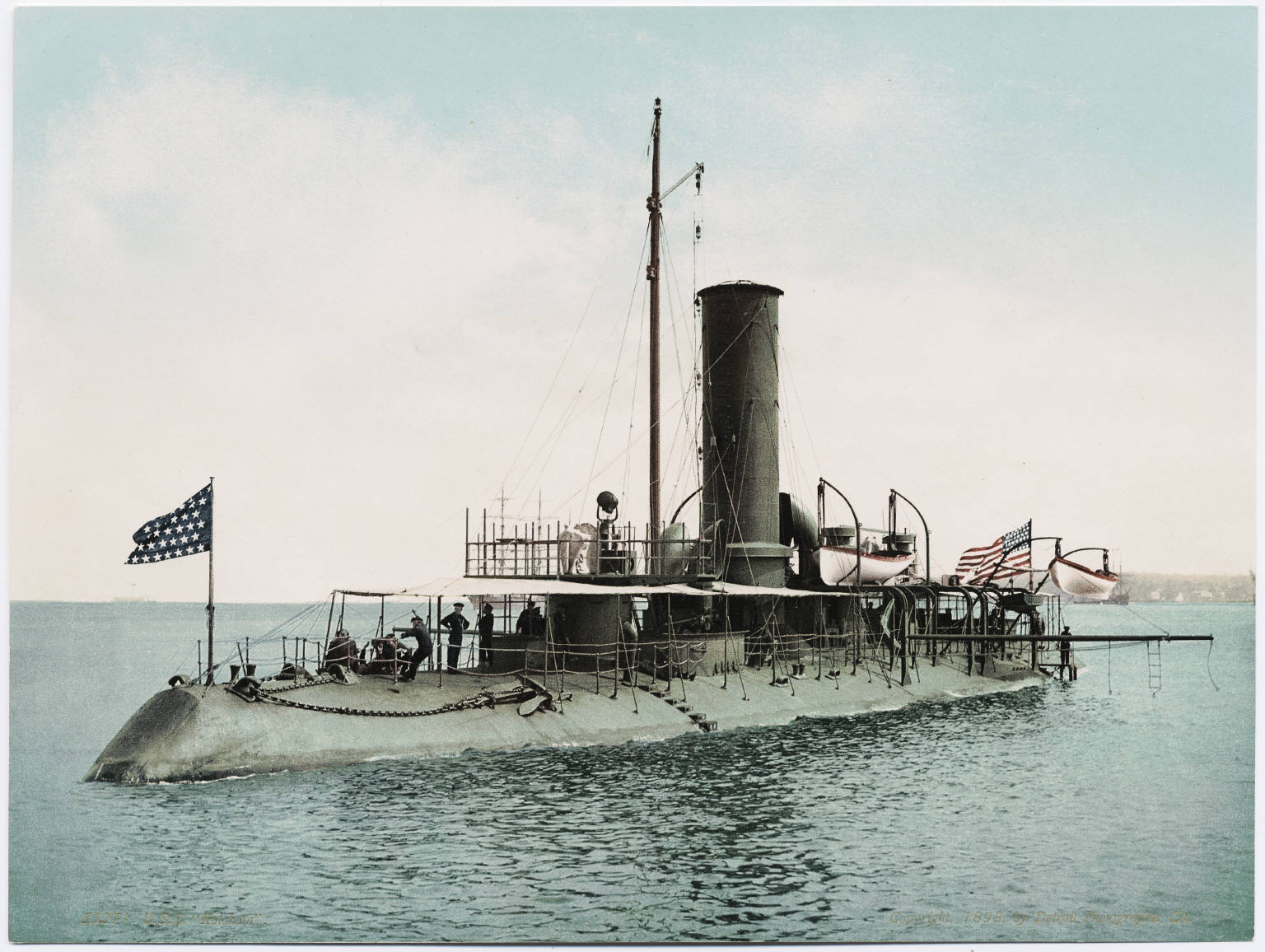
Паровий таран "Катадін"

USS Katahdin, призначений для берегової оборони паровий таран, останній побудований корабель цього класу у світі. Це другий корабель ВМС США, названий на честь гори Катадін у штаті Мен.

## Проектування та будівництво
Натхненням для "Катадіна" був контр-адмірал Даніель Аммен, прихильник концепції розвитку морського флоту, призначеного для прибережної оборони.  Аммен був вражений британським торпедним тараном HMS Polyphemus.  На відміну від "Поліфема", який був, насамперед міноносцем з тараном. який виконував допоміжну функцією, американська конструкція передбачала саме корабель-таран, який не мав торпед. 
Проект "Катадіна" передбачав оригінальну корабельну архітектуру  - його низький корпус мав забезпечувати високу швидкість і під час руху заливатися водою. При побудові корпусу було втілено кілька інновацій, які згодом використовувалися на ранніх підводних човнах.  Подібну конструкцію мали  так звані "китоспинні" англ. whaleback вантажні судна, що використовувались на Великих озерах (з'явилися у 1887 році).  [джерело?]
Замовлення на розробку конструкції броненосного тарана було здійснено в 1889. кіль корабля був закладений Bath Iron Works з Бата (Мен) у липні  1891 року.  Таран спустили на воду 4 лютого 1893. "Хрещеною матір'ю" стала пані Уна Солі (Una Soley), дочка Джемса Р. Солі (James R. Soley), заступника міністра Військово-морського флоту. Введений у експлуатацію на Нью-йоркській військовій верфі 20 лютого 1897. Капітаном було призначено командера Річарда П. Лірі (Richard P. Leary).

## Історія служби
Незважаючи на те, що двигуни Катадіна були більш потужними, ніж зазначено у  специфікації, корабель не зміг досягти визначеної контрактом швидкості 17 вузлів (31 км/год).  Через це довелося ухвалювати спеціальне рішення, що уможливило включення до складу ВМС.  Умови на борту судна були надзвичайно незручними, через тісні внутрішні приміщення та погану вентиляцію. На ходу робота парових машин призводила до нагрівання внутрішніх приміщень до майже нестерпних температур. Крім того, виявились ті ж проблеми, які раніше виявили британці на "Поліфемусі" — низький, корабель, що глибоко сидів у воді, погано слухався керма та мав надто великий радіус  циркуляції, що ускладнювало маневрування - критично важливу якість для таранної атаки.  
4 березня 1897 року, в день першої інавгурації президента Вільяма Мак-Кінлі, "Катадін" вирушив з гавані Нью-Йорка і відплив у Норфолк, штат Вірджинія, після чого був виведений у резерв 17 квітня. Через рік, коли ВМС готувалися до можливої війни з Іспанією, корабель повернули у стрій10   березня 1898. Він був включений до Північноатлантичної ескадри і діяв вздовж Атлантичного узбережжя від Нової Англії до Норфолка, захищаючи прибережні міста від можливої атаки. Вирішальні американських морські перемоги в Манільській бухті і поблизу Сантьяго (Куба) ліквідували загрозу від іспанського флоту. Вже 8 жовтня паровий таран був знову відправлений у резерв, цього разу вже остаточно. 
9 липня 1909 року "Катадін" був виключений з Військово-морського реєстру судів і позначений «Балістична експериментальна ціль  "А" .  "Катадін" був потоплений у ході навчальних стріль поблизу узбережжя Вірджинія у вересні того ж року. 